# Всё включено: Каникулы в Греции
«Всё включено: Каникулы в Греции» (швед. Sune i Grekland - All Inclusive) — шведский семейный фильм режиссёра Ханнеса Холма 2012 года.

## Сюжет
На работе Рудольф Андерссон получает предложение поехать в Грецию на конференцию. Только вот едет он ни один, а со всей своей шумной семьей. Наверняка конференция переродится в настоящий летний отдых!…

## В ролях
- Вилльям Рингстрём — Суне
- Морган Аллинг — Рудольф
- Аня Лундквист — Карин
- Юлиус Хименес Хугосон — Хокан
- Ханна Эльффорс Эльфстрём — Анна
- Эрик Юханссон — Понтус
- Юлия Дуфвениус — Сабина
- Фелине Андерссон — Хедда
- Анна-Мария Даль — Линда
- Густав Левин — Ральф
- Кайса Халлден — Софи
- София Рённегард — контролёр

## Премьеры
| Страна    | Дата премьеры    |
| --------- | ---------------- |
| Швеция    | 25 декабря 2012  |
| Финляндия | 26 апреля 2013   |
| Россия    | 12 сентября 2013 |
| Украина   | 12 сентября 2013 |
| Испания   | 25 июля 2014     |